# Eulocastra
Eulocastra är ett släkte av fjärilar. Eulocastra ingår i familjen nattflyn.

## Dottertaxa tillEulocastra, i alfabetisk ordning[1]
- Eulocastra aethiops
- Eulocastra albipunctella
- Eulocastra argentisparsa
- Eulocastra argyrogramma
- Eulocastra argyrostrota
- Eulocastra bryophilioides
- Eulocastra capnoessa
- Eulocastra carnibasalis
- Eulocastra chrysarginea
- Eulocastra demaculata
- Eulocastra disrupta
- Eulocastra duplilinea
- Eulocastra ecphaea
- Eulocastra excisa
- Eulocastra fasciata
- Eulocastra hypotaenia
- Eulocastra incognita
- Eulocastra latifasciata
- Eulocastra leucobasis
- Eulocastra maculicilia
- Eulocastra melaena
- Eulocastra monozona
- Eulocastra neoexcisa
- Eulocastra nigrata
- Eulocastra pallida
- Eulocastra phaeella
- Eulocastra platyzona
- Eulocastra poliogramma
- Eulocastra pseudozarboides
- Eulocastra quintana
- Eulocastra sahariensis
- Eulocastra schah
- Eulocastra seminigra
- Eulocastra substituta
- Eulocastra sudanensis
- Eulocastra tamsi
- Eulocastra tamsina
- Eulocastra tapina
- Eulocastra tarachodes
- Eulocastra undulata
- Eulocastra zavattarii